# Kreis Aschendorf
| Basisdaten                                                 | Basisdaten          |
| ---------------------------------------------------------- | ------------------- |
| Preußische Provinz                                         | Hannover            |
| Regierungsbezirk                                           | Osnabrück           |
| Kreissitz                                                  | Aschendorf/Ems      |
| Bestandszeitraum                                           | 1885–1932           |
| Fläche                                                     | 559,94 km²          |
| Einwohner                                                  | 25.838 (1925)       |
| Bevölkerungsdichte                                         | 46 Einw./km² (1925) |
| Gemeinden                                                  | 33                  |
| Kfz-Kennzeichen:                                           | I S                 |
| Lage des Kreises in der ehemaligen Provinz Hannover (1905) |                     |
| Lage des Kreises Aschendorf in der Provinz Hannover        |                     |
| Der Kreis vor der preußischen Gebietsreform                |                     |
| Kreis Aschendorf 1932                                      |                     |

Der Kreis Aschendorf war von 1885 bis 1932 ein Landkreis im Westen der preußischen Provinz Hannover.

## Geographie
Der Kreis gehörte zum hannoverschen Emsland, die Ems prägte den Kreis, sie war die Hauptverkehrsader. Parallel westlich der Ems verlief die Friesische Straße, eine alte Fernhandelsstraße zwischen Emden und Münster. Im Norden grenzte der Kreis an die damaligen Kreise Weener und Leer, im Osten an den Kreis Hümmling, im Süden an den Kreis Meppen und im Westen an das Königreich der Niederlande.

## Geschichte
Nach der Annexion des Königreichs Hannover 1867 durch Preußen wurde 1885 aus dem Amt Aschendorf und der Stadt Papenburg der Kreis Aschendorf gebildet. Vor 1815 war das Kreisgebiet Teil des Herzogtums Arenberg-Meppen, das 1803 aus Teilen des Niederstiftes Münster 1803 entstanden war.
Durch eine Verordnung des preußischen Staatsministeriums vom 1. August 1932 wurden die Kreise Aschendorf und Hümmling mit Wirkung zum 1. Oktober 1932 aufgelöst und zum Landkreis Aschendorf-Hümmling vereinigt. Die bis zu diesem Zeitpunkt zum Kreis Aschendorf gehörenden Gemeinden Emen und Tinnen wurden in den Kreis Meppen eingegliedert. Heute ist das Gebiet des ehemaligen Kreises Aschendorf Teil des 1977 entstandenen Landkreises Emsland.

## Einwohnerentwicklung
| Jahr | Einwohner |
| ---- | --------- |
| 1890 | 20.307    |
| 1900 | 21.581    |
| 1910 | 23.679    |
| 1925 | 25.838    |

## Landräte
- 1885–1889 Heinrich Korte zu Nienhaus
- 1889–1923 Hermann Hassenkamp
- 1923–1932 Georg Behnes

## Gemeinden
Die folgende Liste enthält die Gemeinden des Kreises Aschendorf mit den Einwohnerzahlen vom 1. Dezember 1910:
1. Ahlen (517)
2. Aschendorf (2.689)
3. Bokel (759)
4. Borsum (157)
5. Brual (443)
6. Dersum (386)
7. Dörpen (852)
8. Düthe (184)
9. Emen (87)
10. Fresenburg (158)
11. Heede (1.130)
12. Herbrum (465)
13. Hilter (120)
14. Kathen-Frackel (131)
15. Lathen (1.169)
16. Lehe (383)
17. Melstrup (139)
18. Nenndorf (129)
19. Neudersum (234)
20. Neudörpen (162)
21. Neulehe (74)
22. Neurhede (567)
23. Neusustrum (156)
24. Niederlangen (521)
25. Oberlangen (434)
26. Papenburg, Stadt (8423)
27. Rhede (1.700)
28. Steinbild (205)
29. Sustrum (233)
30. Tinnen (310)
31. Tunxdorf (204)
32. Walchum (326)
33. Wippingen (232)